# 朝鲜民主主义人民共和国国务委员会委员长
朝鲜民主主义人民共和国国务委员会委员长（朝鲜语：／ Joseon minjujuui inmin gonghwaguk gungmu wiwonhoe wiwonjang ?），是朝鲜国务委员会的最高负责人，简称国务委员长，為法定的朝鲜国家元首。根据《朝鲜宪法》，国务委员长是朝鲜国防以及国务的最高领导者，国务委员长由最高人民会议选出并对其负责，其任期与最高人民会议任期相同。国务委员长由朝鲜劳动党总书记兼任，目前是朝鲜最高领导人担任的其中一个职务。
該職位前身为国防委员会委员长（朝鲜语：／?），以及更早的中央人民委员会委员长。

## 历史

### 源流
1972年12月，朝鲜最高人民会议通过《朝鲜民主主义人民共和国宪法》规定设立中央人民委员会为国家权力的最高领导机关，由国家主席领导，国家主席兼任中央人民委员会委员长。
1992年4月，最高人民会议对宪法进行了增删和修改，删去国家主席担任朝鲜一切武装力量的最高司令官和国防委员会委员长条款，而国防委员会从中央人民委员会分离。
1998年9月，最高人民会议决议撤销原国家权力最高领导机关的中央人民委员会和国家主席职务，规定国防委员会为国家主权的最高军事领导机关和全面管理国防的机关。

### 国防委员会委员长时期
1998年9月5日，朝鲜实行《朝鲜民主主义人民共和国社会主义宪法》（第7号）。宪法第100条规定，国防委员会是国家主权的最高军事指导机关，同时也是完全承担国防管理职能的机关。第111条规定，“最高人民会议常务委员会委员长负责常任委员会的事业和组织指导。最高人民会议常任委员会委员长是国家的代表，负责接受外国使节的国书和传召。”这是最高人民会议常任委员会委员长为名义上国家元首，或对外礼节元首的法律依据。
2009年4月9日，朝鲜进行了修宪，即朝鲜民主主义人民共和国社会主义宪法（第8号），第117条照搬了原宪法111条的叙述，而第100条有关国防委员会的内容，更改为：朝鲜民主主义人民共和国国防委员会委员长是朝鲜民主主义人民共和国的最高领导者。至此，宪法意义上的国家元首由金正日担任。
2009年4月9日，朝鲜最高人民会议通过《朝鲜民主主义人民共和国社会主义宪法》（第9号）。在第六章中增加关于国防委员会委员长地位的规定（第六章第二节 国防委员会委员长），将国防委员会委员长明确定为“国家的最高指导者”（第100条），“国防委员长是朝鲜民主主义人民共和国整个武装力量的最高司令官，指挥和统帅国家的一切武装力量”（第102条），由原来的“领导总体的国防工作”变为“领导国家的总体工作”（第103条第1款）。国防委员会委员长“直接领导国防委员会工作，任免国防部门的重要干部，批准或废除与外国缔结的重要条约，行使特赦权，宣布国家的紧急状态和战时状态，发布动员令”（第103条第2款-第6款）。

### 国务委员会委员长时期
金正日于2011年12月17日去世后，朝鲜名义上的国家元首不明确。而后在2012年4月13日，最高人民会议颁布《朝鲜民主主义人民共和国社会主义宪法》（第10号）。新宪法第100条更改为：朝鲜民主主义人民共和国国防委员会第一委员长是朝鲜民主主义人民共和国的最高领导者。至此明确了金正恩的国家元首地位。2016年6月30日，朝鲜官方网络媒体我們民族之間，引述了党报勞動新聞有关宪法补充和修正的报告。根据修改后的宪法，国防委员会改为国务委员会，第100条规定：朝鲜民主主义人民共和国国务委员会委员长是朝鲜民主主义人民共和国的最高领导者。
2016年6月29日，最高人民会议决定修改《宪法》，将国防委员会改组为“国务委员会”，金正恩当选委员长，黄炳誓、崔龙海、朴奉珠当选为副委员长，新的国务委员会不再只侧重军事方面的工作。

### 2019年宪法规定职权
朝鲜于2019年4月11日召开第十四届最高人民会议第一次会议，对朝鲜劳动党及国家领导层进行改组。随后在行第十四届最高人民会议第一次会议中，朝鲜人民会议决定修改宪法。在国家领导人方面，朝鲜在4月11日召开的最高人民会议第14届一中全会上通过宪法明确赋予了金正恩国务委员长“国家元首”的地位。金正恩担任的国务委员长是“代表国家的最高领导人”。这意味着，金正恩不仅是实际上的最高领导人，同时还成为了宪法规定的国家最高领导人。
修正后的宪法第100条规定“国务委员会委员长是代表国家的朝鲜民主主义人民共和国最高领导人”。此前，朝鲜2016年6月修正的宪法仅规定新设立的国务委员会委员长“是朝鲜民主主义人民共和国的最高领导人”。也就是说，以往由最高人民会议常任委员长担任的对外国家最高领导人资格将由国务委员长担任。修正后的宪法同时沿用了原来的条款，规定最高人民会议常任委员长“负责代表国家接受外国派遣或召回使节的国书（第116条）”。
朝鲜宪法上可以代表国家的国家领导人变成了国务委员长和最高人民会议常任委员会委员长两人，国务委员长是“代表国家的最高领导人”，而最高人民会议常任委员长只“代表国家接受外国派遣或召回使节的国书”；两者的工作性质各不相同，国务委员会委员长负责重要的外交活动，而最高人民会议常任委员会委员长则负责接受国书等日常外交工作。

### 2020年底媒体报道更名
朝中社2020年11月16日在报道朝鲜劳动党第七届中央委员会第二十次政治局扩大会议的文稿中，首次采用朝鲜民主主义人民共和国国务委员长（朝鲜语：／ Joseon minjujuui inmin gonghwaguk gungmu wiwonjang）称谓，而不是朝鲜民主主义人民共和国国务委员会委员长，同时英文、西班牙文与俄文译名未做调整仍然是、和。而后朝中社2021年2月12日报道金正恩观看庆祝年节演出的文稿中，将英西俄文译名分别调整为，和。

## 职权
根据《朝鲜民主主义人民共和国社会主义宪法》第一百零三条、第一百零四条，朝鲜民主主义人民共和国国务委员长行使下列职权：
1. 领导国家全盘工作；
2. 直接领导国务委员会工作；
3. 任免国家的重要干部；
4. 批准或废除与外国缔结的重要条约；
5. 行使特赦权；
6. 宣布国家的紧急状态和战时状态，发布动员令；
7. 在战时组织和指导国家防卫委员会。
8. 发布命令。

## 历任委员长
| 任次                 | 姓名             | 就任日期         | 卸任日期         | 政党             |
| 国防委员会委员长     | 国防委员会委员长 | 国防委员会委员长 | 国防委员会委员长 | 国防委员会委员长 |
| -------------------- | ---------------- | ---------------- | ---------------- | ---------------- |
| 1                    | 金正日           | 1993年4月9日     | 2011年12月17日   | 朝鲜劳动党       |
| 国防委员会第一委员长 |                  |                  |                  |                  |
| 2                    | 金正恩           | 2012年4月13日    | 2016年6月29日    | 朝鲜劳动党       |
| 国务委员会委员长     |                  |                  |                  |                  |
| 3                    | 金正恩           | 2016年6月29日    | 現任             | 朝鲜劳动党       |

## 争议
1998年至2019年，包括中文媒体在内的一些外文媒体认为擔任最高人民會議常任委員會委員長的金永南为朝鲜在法理名义上的国家元首。